# Гой Богдан Володимирович
Гой Богдан Володимирович - український архітектор, науковець, громадський діяч.

## Біографія
Народився 20 травня 1980 р. у м. Тернополі. З 1997-го мешкає у Львові. Навчався у Національному університеті «Львівська політехніка». Вчена ступінь: кандидат архітектури. У 2017-2020 роках очолював Львівську обласну організацію Національної спілки архітекторів України.

## Професійна діяльність
Працює архітектором з 2001-го року.
У даний час – головний архітектор проектів ТзОВ «Проектне бюро СІМ» (архітектурна група «A7 architects»), ФОП «Гой Б.В.»; раніше працював у ТОВ «Арніка» і ПП «Проектне бюро О.Савельєва "Майстерня комфорту"».
Найбільш помітні об’єкти:
- Меморіал пам’яті Героїв Небесної Сотні у Львові (головний архітектор проекту)
- ІТ-офіс компаній «Global Logic» та «Техніка для Бізнесу» на вул.Козельницькій у Львові
- Завод Fujikura с.Підрясне, Львівська обл.
- Адміністративна будівля та СТО ТзОВ «Транс-сервіс-1», дорога Західний обхід м.Львова
- Клініка лазерної косметології МОНЕ, вул. Сагайдачного, 6А у м.Тернополі

Ранні об’єкти у співавторстві: ЖК «ARGO» по вул.Протасевича, 2 у м.Тернополі (лауреат Премії НСАУ у номінації «Краща житлова будівля» 2013 р. [1]), Готель «Нобіліс» на вул. Фредра у м.Львові (приз «Золота волюта» НСАУ, «Кришталева цегла», номінант на державну премію в галузі архітектури 2012-13 рр.), реконструкція центрального універмагу у м.Луцьку.

## Педагогічна діяльність
Працює викладачем у НУ «Львівська політехніка» з 2008 року.
Автор близько 30 наукових праць та статей.
Найвідоміші учні: Андрій Хір, Максим Ключковський, Святослав Гоцко, Сергій Губарь, Анна Знак (Павлова), Андрій Лесюк, Марія Яструбчак та інші.

## Громадська діяльність
Секретар наглядової ради Львівської обласної організації Національної спілки архітекторів України (НСАУ) з 2021 р. і до тепер.
Голова Правління Львівської обласної організації Національної спілки архітекторів України (НСАУ) у 2017-2020 рр. 
Голова Ради молодих вчених Інституту архітектури НУ «Львівська політехніка» у 2005-2013 рр.
Найбільш значні ініціативи реалізовані у Спілці архітекторів:
- інтернет-ресурс «Західноукраїнський архітектурний портал» www.zuap.org[3]
- щорічний Міжнародний фестиваль архітектури та мистецтв «ВЕЖА»
- Центр архітектури дизайну та урбаністики «Порохова вежа»

## Публікації
- Культурологія єврейського театру України в контексті часу, дії і архітектури [Текст] / Віктор Проскуряков, Богдан Гой ; Нац. ун-т «Львів. політехніка». — Львів : Нац. ун-т Львів. політехніка, 2007. — 105 с. : іл. — Бібліогр.: с. 101-105 (82 назви) . — ISBN 978-966-553-620-8
- Кафедра дизайну архітектурного середовища [Текст] : біобібліогр. покажч. / ; уклад. : В. Проскуряков, Б. Гой. — Львів : Нац. ун-т «Львів. політехніка», 2008. — 62 с. : іл. — ISBN 978-966-553-818-9
- Іван Левинський. Імпульс. Колективна монографія / П.Гудімов, Б.Гой, Н.Матлашенко та інші. – К.: Артбук, 2019. – 192 с. : іл. [укр.] – ISBN 978-966-1545-38-9

## Галерея
| It центр на козельницькій |
| Будівництво адміністративної будівлі та СТО великогабаритних автомобілів ТзОВ «Транс-сервіс-1», дорога Західний обхід м.Львова Автори: Богдан Гой, Назар Рудий |

| |
| Реконструкція з розширенням ТзОВ "Техніка для бізнесу" лабораторного корпусу під адміністративно-лабораторний центр з торгово-виставковими приміщеннями, м. Львів, вул. Козельницька, 1-А. Автори: Богдан Гой, Михайло Когут |

| |
| Реконструкція скверу на вул. М. Кривоноса зі встановленням пам'ятника-меморіалу та облаштування громадського простору з вшанування пам'яті героїв "Небесної сотні" у м. Львові Авторський колектив: Богдан Гой (ГАП), Андрій Лесюк, Марія Яструбчак, Христина Пундак |